# Camila Nieto
Camila Tatiana Nieto Hernández (Valparaíso, 23 de enero de 1991) es una abogada y política chilena, militante del Frente Amplio. El 27 de octubre de 2024, fue elegida alcaldesa de la comuna de Valparaíso, convirtiéndose en la primera mujer electa como tal. Antes de conseguir la alcaldía, había sido electa concejal en 2021.

## Biografía
Desde su infancia, Camila Nieto vivió en el cerro Las Cañas de Valparaíso. Estudió en el Liceo Juana Ross de Edwards, donde llegó a ser presidenta de su centro de alumnos. Más tarde, estudió en la Escuela de Derecho de la Pontificia Universidad Católica de Valparaíso (PUCV), en la cual se tituló de abogada. Durante su paso por la universidad, también se desempeñó como encargada del Departamento de Cultura del Centro de Estudiantes de su carrera, y luego como vicepresidenta de ese centro. Además, fundó e integró el Centro de Estudios Aurora y fue directora de la Escuela Sindical PUCV, contando ambas iniciativas con el patrocinio de la Escuela de Derecho de la PUCV.
En las elecciones municipales de 2021, Camila Nieto se presentó como candidata por el partido Convergencia Social, parte del Frente Amplio. Obtuvo 6081 votos, siendo electa como concejal de Valparaíso con más del 5 % de las preferencias.
En las elecciones municipales de 2024, Nieto se postuló como candidata a la alcaldía de Valparaíso. Tras imponerse en las elecciones primarias de su coalición con un 38 % de las preferencias, fue elegida alcaldesa en las elecciones municipales de Valparaíso, con un 28,1 % de los votos.

## Historial electoral
| Año  | Tipo                  | Territorio | Pacto               | Partido | Votos  | %     | Resultado |
| ---- | --------------------- | ---------- | ------------------- | ------- | ------ | ----- | --------- |
| 2021 | Municipales           | Valparaíso | Frente Amplio       | CS      | 6063   | 5,57  | Concejala |
| 2024 | Primarias municipales | Valparaíso | Contigo Chile Mejor | CS      | 3614   | 37,12 | Nominada  |
| 2024 | Municipales           | Valparaíso | Contigo Chile Mejor | FA      | 49 854 | 27,81 | Alcaldesa |